# Quattro amici (Gino Paoli)
Quattro amici (conosciuta anche come Quattro amici al bar, o Eravamo quattro amici al bar) è una canzone del 1991, scritta ed interpretata dal cantautore Gino Paoli. All'epoca il brano divenne molto popolare e lo si poteva spesso apprezzare nelle varie trasmissioni radiofoniche. Alla fine del brano è stato inserito anche Vasco Rossi che canta il ritornello di Vita spericolata.

## Descrizione
La traccia interpreta e traspone in maniera romantica e musicalmente allegra la tipica situazione nella quale in molti si sono trovati a vivere in prima persona, vale a dire il lamentarsi della vita, del lavoro o della società stando seduti al bar e sorseggiando la propria bevanda preferita. La canzone è raccontata come una storia e al termine dell'arco narrativo il protagonista finisce per rendersi conto che il tempo è passato, le cose sono rimaste esattamente come prima, ma egli è rimasto solo, mentre una nuova generazione già bussa alle porte.
La canzone narra presumibilmente di un lasso di tempo di circa 25 - 30 anni, dai movimenti sociali degli anni 60 (nei quali si discute spesso "di anarchia e di libertà") fino al presente dei primi anni 90 di quando è stata scritta la canzone.
Lo scandire del tempo si evince dalle bibite che consumano gli avventori del bar, passando dalla Coca-Cola tipica di adolescenti e giovanissimi, al vino più caratteristico dei giovani adulti fino al whisky che in genere è preferito da persone mature.
Col tempo l'entusiasmo ed i buoni propositi di non voler finire a fare una vita normale ("destinati a qualche cosa in più/che a una donna ed un impiego in banca") vengono meno, tant'è che il primo amico che abbandona il gruppo trova lavoro proprio come impiegato di banca, mentre il secondo evidentemente si è sposato ed è assorbito dagli impegni familiari ("uno è andato con la donna al mare").
Le intenzioni fattive e costruttive inizialmente proposte (i "farò") lasciano posto dapprima al dubbio (i "però") e quindi alla rassegnazione (i "sarà"), e ciò è anche accompagnato dal cambiamento degli argomenti di conversazione da impegni di lotta sociale ("anarchia e libertà") ad aneddoti e pettegolezzi relativi ad altre persone ("individui e solidarietà") fino alla visione disillusa di un futuro incerto ("speranze e possibilità").
Alla fine, proprio quando lo stesso legame all'interno del gruppo di amici si è affievolito a tal punto che tutti preferiscono stare a casa piuttosto che trovarsi al bar a chiacchierare, e il "protagonista" si ritrova da solo al bar, rivede nei quattro ragazzini che sopraggiungono, se stesso coi suoi amici quando avevano la loro età e i loro stessi propositi di "cambiare il mondo" e capisce che ormai il futuro è nelle mani della prossima generazione (possibilmente sperando che il ciclo non si ripeta).
Comunque, spesso nella cultura popolare italiana del dopoguerra il concetto di "Bar" è quello che storicamente più facilmente si presta ad essere utilizzato per identificare una situazione di aggregazione sociale dove si discute, tra invettive, sfoghi e speranze, di un po' di tutto, ma dove comunque nessuno pretende discussioni approfondite, ne tantomeno scientifiche.
Rimanendo nell'ambito dei "classici comportamenti italici" e nella lingua italiana solitamente ci si riferisce con la frase Questi sono discorsi da bar per denotare una classe di conversazioni banali, trite e ritrite proferiti con l'unico scopo della lamentela o per il puro piacere o sfogo di farlo; con tono semiserio spesso si considera questa consuetudine alla stregua di una sorta di secondo sport nazionale e
Ad aprile del 2019, Paoli ha spiegato chi erano i protagonisti della canzone: l'autore che aveva rilevato la licenza del bar, Giulio Frezza, suo amico dai tempi dell'Accademia delle Belle Arti, il giornalista Arnaldo Bagnasco e l'architetto Renzo Piano.